# Vacances d'estiu
 Vacances d'estiu (títol original en francès: Les Grandes Vacances ) és una comèdia franco-italiana escrita i dirigida per Jean Girault, estrenada el 1967. Ha estat doblada al català.

## Argument
Philippe, el fill gran de Charles Bosquier, propietari i director d'un pensionnat per nens de famílies amb problemes, és suspès al bac en part a causa del seu anglès deplorable. Per posar remei a aquesta carència, el seu pare decideix enviar-lo de vacances al Regne Unit, amb la família Mac Farrel, entre altres destil·lador de whisky escocès. En contrapartida, la família Bosquier acull la seva filla Shirley. Aquesta, després de distreure els alumnes del pensionnat, ensenya el fill petit Gérard. Això contraria els plans de Philippe, que havia previst per les seves vacances baixar el Sena en veler…
Decideix ser reemplaçar per Michonnet, un altre alumne de la institució, als projectes de vacances incerts i desitja visitar el Regne Unit…
A l'equip del creuer s'afegiran l'alumne Bargin, requerit pels seus coneixements de mecànic, i Shirley Mac Farrell, que prefereix l'aventura a les vacances forçoses amb la família Bosquier.

## Repartiment
- Louis de Funès: M. Charles Bosquier
- Claude Gensac: Sra. Isabelle Bosquier
- Ferdy Mayne: Mac Farrell
- Martine Kelly: Shirley Mac Farrell
- Olivier de Funès: Gérard Bosquier
- François Leccia: Philippe Bosquier
- Maurice Risch: Stéphane Michonnet
- Jean-Pierre Bertrand: Christian
- René Bouloc: Bargin
- Jacques Dublin: Claude
- Dominique Maurin: Michel
- Jean St-Clair: Mrs Mac Farrell
- Max Montavon: Morizot
- Billy Kearns: el xofer
- Robert Destain: el supervisor general
- Dominique Davray: Rose
- Denise Provence: la comtessa
- Christiane Muller: la minyona dels Bosquier
- Jacques Dynam: M. Croizac
- Emile Prud'home: Mimile
- Guy Grosso: un professor
- Carlo Nell: un professor
- Percival Russell: un policía
- Rudy Lenoir: un professor
- Bernard Le Coq: Jean-Christophe
- Jenny Orléans

## Al voltant de la pel·lícula
És la primera vegada que Claude Gensac interpreta la dona de De Funès. Ho farà set vegades en total (Vacances d'estiu, Òscar, una maleta, dues maletes, tres maletes, El gendarme es casa, Hibernatus, Le Gendarme en balade, Jo i Le Gendarme i les gendarmettes), a l'excepció de L'Aile ou la Cuisse on interpretarà la seva secretària, L'Avare on interpretarà Frosine i de La Soupe aux choux on interpretarà la veïna que declara haver vist un plat volador a la Gendarmeria.
L'especialista Jean Falloux va morir durant aquesta pel·lícula en una escena aèria. Era l'espòs de la speakerine Anne-Casa Peysson. Aquesta pel·lícula li és dedicada.
Aquesta pel·lícula és el més gran èxit francès de l'any 1967 amb aproximadament set milions d'espectadors, davant una altra pel·lícula de Louis de Funès, Oscar.
Com a Fantômas contra Scotland Yard (rodada l'any precedent i estrenada en març de 1967), cap plànol de la pel·lícula que sembli tenir lloc al Regne Unit no hi serà rodada allà.
Algunes referències a la cantant Sheila, que és la cantant la més popular de França i internacional l'any 1967, a través de revistes penjades en l'habitació del fill Gérard, a continuació en la premsa, i igualment a través de l'expressió de Shirley Mac Farrell the school is finish, referència a la cançó del primer èxit internacional de Sheila L'école és finie.

## Llocs de rodatge
- França
  - Vernon (Eure), castell dels Tourelles
  - Vernon, Eure
  - Janville-sur-Juine, Essonne, castell de Gilleveí
  - Le Mont-Dore, Puy-de-Dôme
  - Les Mureaux, Yvelines
  - Igoville, Eure
  - Tancarville, Seine-Maritime, pont de Tancarville
  - L'Havre, Seine-Maritime, El Port
  - Versalles, Yvelines
  - París, aeroport de París, Olympia
  - Viry-Châtillon
  - Écluse de Poses, Eure

## Premis i nominacions
- Premi Georges Courteline per la interpretació de Louis de Funès.